# 道の駅伯方S・Cパーク
道の駅伯方S・Cパーク（みちのえき はかたエスシーパーク）は、愛媛県今治市の伯方島にある国道317号沿いの道の駅である。株式会社しまなみが管理運営を行っている。

## 概要
みなとオアシス伯方としてみなとオアシスも同一施設で運営しており、建物は船の形を模している。立地上砂浜に面しており、ソフトクリームや伯方の塩などを販売している。

## 沿革
- 1999年（平成11年）8月27日 - 道の駅に登録される。
- 2015年（平成27年）1月30日 - しまなみ海道周辺「道の駅」として近隣の道の駅4駅とともに「愛媛県施策の「愛媛マルゴト自転車道」のコース沿い、県内外のサイクリストが多く利用」を理由に重点道の駅に選定される[1]。
- 2017年（平成29年）4月1日 - 国家戦略特区の一環で全国初の道の駅の民営化が実施される[2]。

## 施設
- 駐車場

- - 普通車：300台
  - 大型車：16台
  - 身障者用：5台
- トイレ
  - 男：大・小18器
  - 女：11器
  - 身障者用：2器
- 公衆電話
- 休憩室
- 情報コーナー

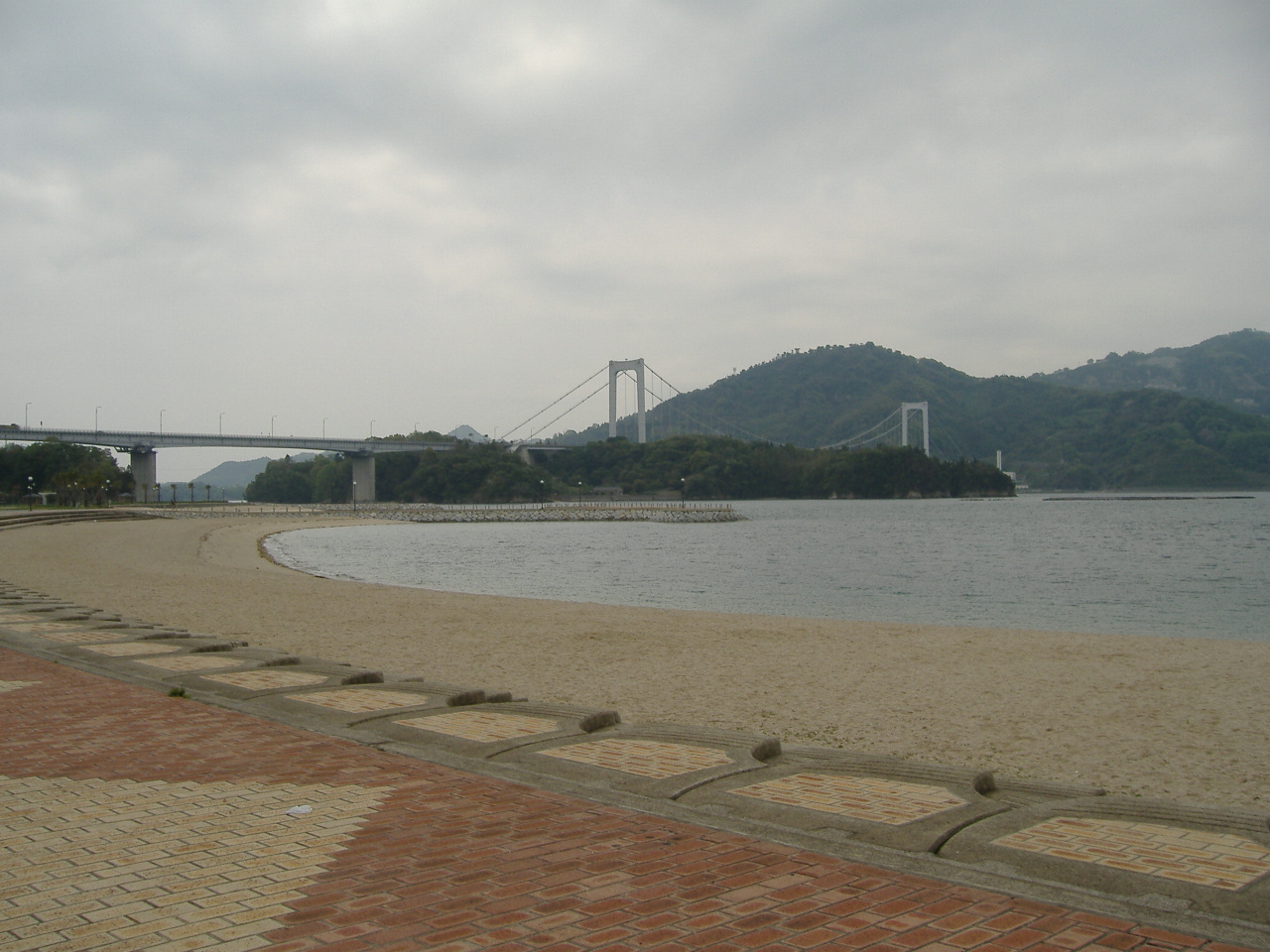
S.Cパーク前の砂浜。後方の吊り橋は大島大橋

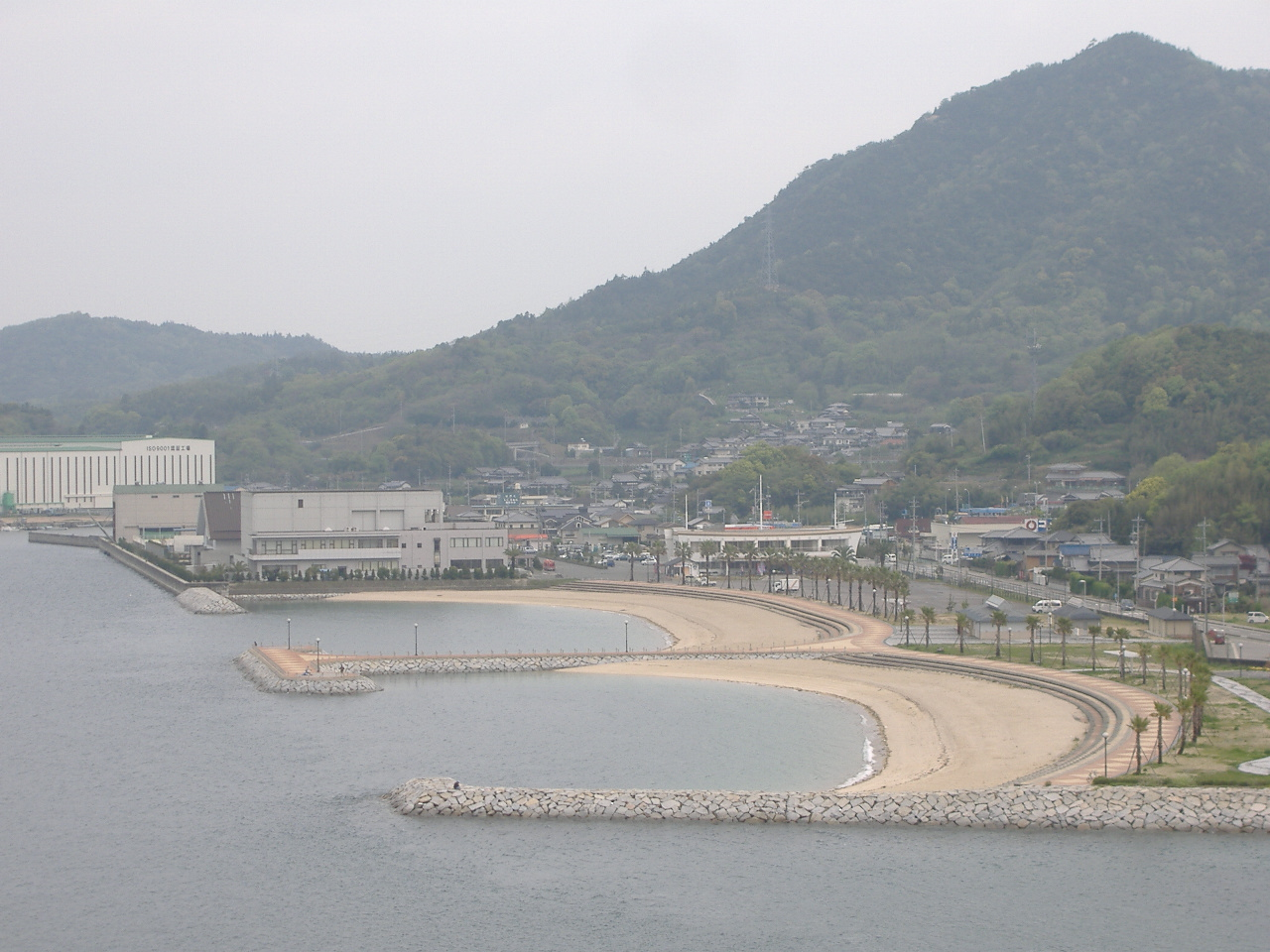
道の駅伯方S・Cパーク全景、伯方橋より

- 物販所（売店）（9:00 - 17:00）
  - 販売されるソフトクリームに当地ならではの伯方の塩味ソフトクリームがある。
- レストラン（10:00 - 16:00）
- レンタサイクル（9:00 - 17:00）
- 砂浜（水上バイク使用可、遊泳禁止）

### 管理団体
- 株式会社しまなみ

## 休館日
- 年中無休

## アクセス
- 国道317号
- 瀬戸内運輸（せとうちバス）･瀬戸内海交通「伯方島BS」下車。

## 周辺
- 伯方・大島大橋
- 西瀬戸自動車道 伯方島IC
- ふるさと歴史公園（木浦城）
- 開山公園
- ドルフィンファームしまなみ